# Citrus ×reshni
Espèce
Citrus ×reshni, le mandarinier Cléopâtre, est une espèce de plantes dicotylédones de la famille des Rutaceae, originaire de l'Inde et introduite en Floride au milieu de XIXe siècle en provenance de la Jamaïque.
Ce sont des arbres couramment utilisés en agriculture comme porte-greffe de différentes espèces cultivées d'agrumes, principalement l'oranger, le pamplemoussier, le mandarinier et le citronnier.

## Description
C'est un arbre de taille moyenne, au houppier arrondi et symétrique, sans épines, aux feuilles petites de couleur vert foncé. Le fruit de couleur rouge orangé, est petit, aplati et fortement déprimé à l'apex, avec une écorce fine et un peu rugueuse. La texture de la chair est douce et juteuse et la saveur est quelque peu acide. Les graines sont petites, polyembryonnaires et ont des cotylédons verts.

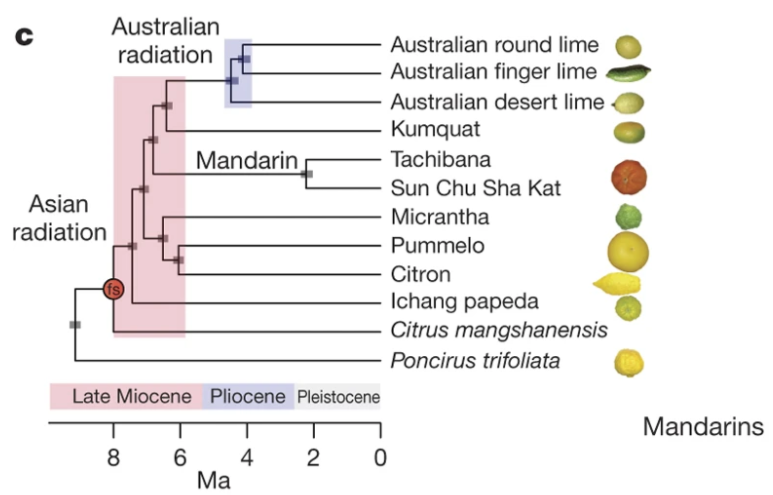
Divergence des mandarines au miocène tardif puis des Sun Shu Cha Kat chez Guohong Albert Wu et al. (2018).

La mandarine Cleopatra diverge des tachibana au début du pléistocène. La variété Sun Shu Cha est la génitrice de Rangpur (Citrus limonia).

## Utilisation
Le fruit du mandarinier Cléopâtre appartient au groupe des mandarines « acides », qui sont trop acides pour être comestibles. Lorsque ces arbres sont cultivés, c'est pour les utiliser comme porte-greffes ou pour la production de jus.
Comme porte-greffe, il peut supporter des conditions de sol variées. Il est tolérant à la présence de calcaire, à la salinité et à l'alcalinité du sol, tout en étant adapté aux sols peu profonds. Il est résistant au virus de la tristeza des agrumes et à l'exocortis, mais est sensible à l'asphyxie racinaire et au Phytophthora,.
L'un des inconvénients de l'utilisation de ce porte-greffe est qu'il pousse lentement dans les premières années. Dans de bonnes conditions, il peut induire une productivité élevée et une excellente qualité de fruit, bien que ceux-ci sont généralement un peu plus petits que les autres,.
C'est une plante ornementale attrayante qui porte des fruits toute l'année.

## Taxinomie
Selon la base de données Plants of the World Online, qui le recense sous le nom de Citrus reshni (Engl.) Yu.Tanaka, il s'agirait d'un synonyme de Citrus ×aurantium L.
L'espèce a été publiée en premier en 1935 par le botaniste japonais, Yuichiro Tanaka, dans Studia Citrologica. 7: 68 (1935).

### Synonymes
Selon The Plant List (29 décembre 2020) :
- Aurantium acre Mill.
- Aurantium bigarella Poit. & Turpin
- Aurantium corniculatum Poit. & Turpin
- Aurantium distortum Mill.
- Aurantium humile Mill.
- Aurantium myrtifolium Descourt.
- Aurantium orientale Mill.
- Aurantium silvestre Pritz.
- Aurantium variegatum Barb.Rodr.
- Citrus amara Link
- Citrus benikoji Yu.Tanaka
- Citrus calot Lag.
- Citrus decumana var. paradisi (Macfad.) H.H.A.Nicholls
- Citrus florida Salisb.
- Citrus glaberrima Yu.Tanaka
- Citrus humilis (Mill.) Poir.
- Citrus intermedia Yu.Tanaka
- Citrus karna Raf.
- Citrus leiocarpa var. tumida Yu.Tanaka
- Citrus maxima var. uvacarpa Merr.
- Citrus natsudaidai (Yu.Tanaka) Hayata
- Citrus omikanto Yu.Tanaka
- Citrus pseudogulgul Shirai
- Citrus reshni (Engl.) Yu.Tanaka
- Citrus sabon f. banyu Hayata
- Citrus taiwanica Yu.Tanaka & Shimada
- Citrus vulgaris Risso
- Citrus yatsushiro Yu.Tanaka

### Variétés
- Selon Tropicos (29 décembre 2020)[1] : Citrus reshni var. kodakithuli.

- Heen naran, Citrus lycopersicaeformis.